# Vlag van Holsbeek
De vlag van Holsbeek werd door de gemeenteraad op 10 december 1987 officieel vastgesteld als de gemeentelijke vlag van de Vlaams-Brabantse gemeente Holsbeek. Op 1 maart 1988 werd hij door het Bestuur van Vlaanderen bevestigd en uiteindelijk gepubliceerd op 16 september 1988 in het officiële Belgisch Staatsblad.
Officieel wordt de vlag beschreven als:
Drie even lange banen van blauw, van rood en van groen met op het rood drie gele lelies met afgesneden voet.
Blauw en rood komen uit het gemeentewapen, terwijl groen symboliseert naar het landschappelijke karakter van de gemeente. De rode baan toont het derde kwart van het gemeentewapen, het voormalige wapen van Nieuwrode.

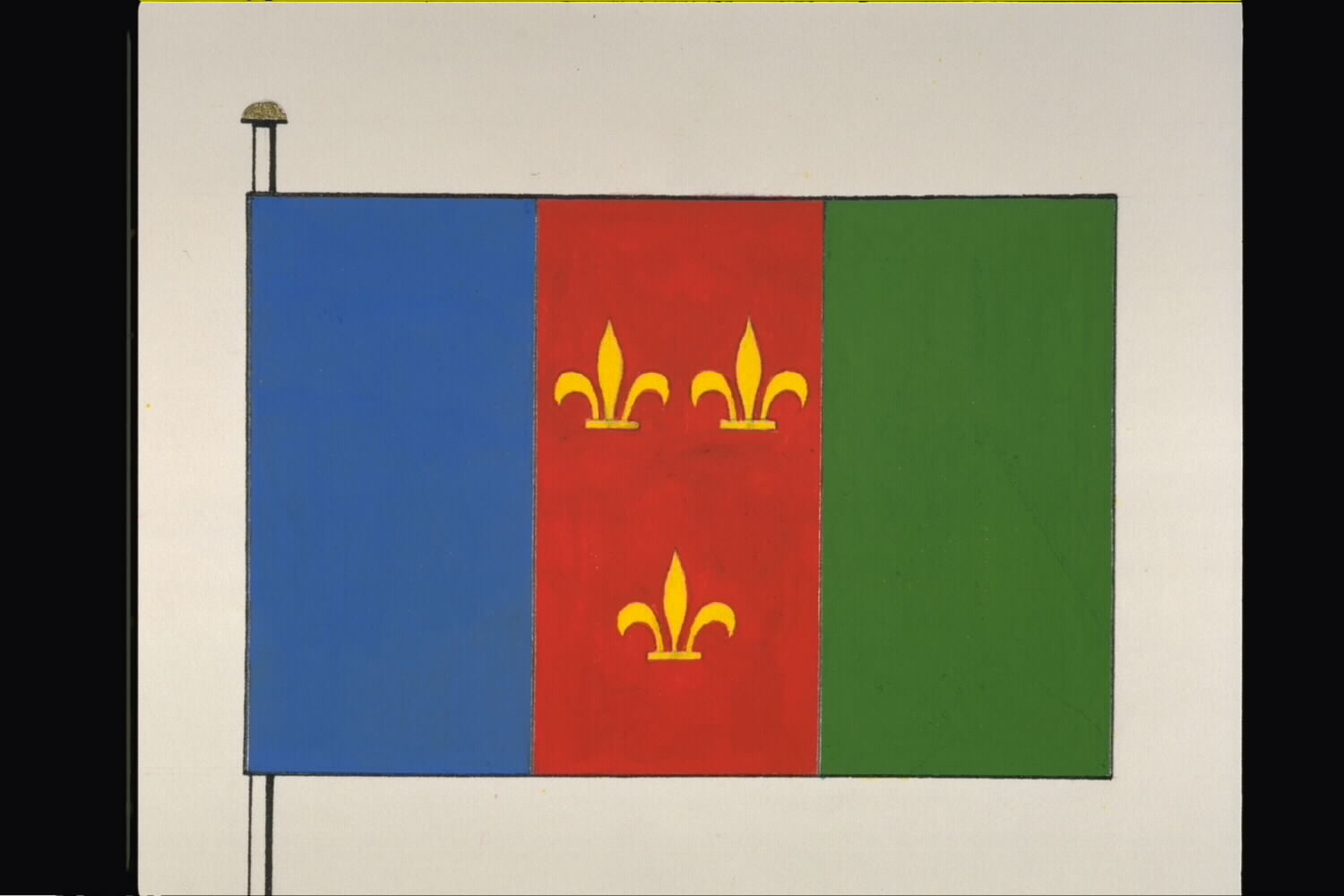
Officiële tekening van de vlag
Wapen van Nieuwrode